# 千葉県立房総のむら
千葉県立房総のむら（ちばけんりつぼうそうのむら、英称:Experience Museum Chiba Prefectural Boso-no-Mura）は、千葉県印旛郡栄町にある県立の体験型博物館。敷地は栄町と成田市にまたがり、龍角寺古墳群・岩屋古墳、旧学習院初等科正堂、旧御子神家住宅など、国の史跡・重要文化財が良好に保存されている。

## 概要

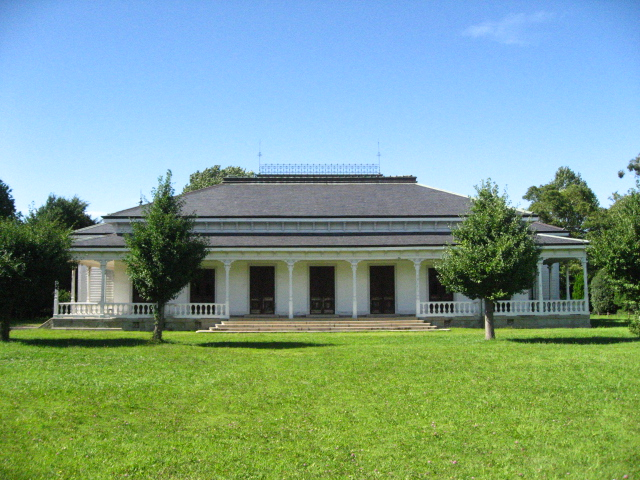
旧学習院初等科正堂（国の重要文化財）

敷地は「ふるさとの技体験エリア」と「風土記の丘エリア」に分かれる。前者のエリアには、江戸時代の商家、武家屋敷、農村などの復元展示や、江戸時代後期から明治時代の街並みを再現しており、ドラマや映画のロケ地としても有名なスポットとなっている。武家の武術から村の鍛冶屋など様々な伝統技術の実演や製作体験が当館内の全の施設で行われており、昔の生活様式や生活技術を直接体験することが可能な体験型博物館となっている。風土記の丘エリアには、日本でも有数の古墳群のある丘陵地に設けられた国の史跡「龍角寺古墳群・岩屋古墳」が含まれ、移築された歴史的建造物や「風土記の丘資料館」がある。また、無病息災を炎に祈るどんど焼きや、ひな祭り、秋のまつり、七夕、狂言や大道芸など伝統行事・郷土芸能の再現にも取り組んでいる。
1988年（昭和63年）には来館者からの要望に対応して「食体験」の試行を始め、「古代米」の料理や「かまど」での炊飯、炭火でのうなぎのかば焼き造り、水ようかん作りなどの食べ物でも実際の制作体験を出来るようにしている。
なお、当館に移築された古民家は、開館当時は法律で茅葺屋根での復元が不可能だったことから鉄板葺の屋根とされたが、規制緩和により2008年（平成20年）に鉄板から茅葺屋根に修復することになった。

## 房総風土記の丘

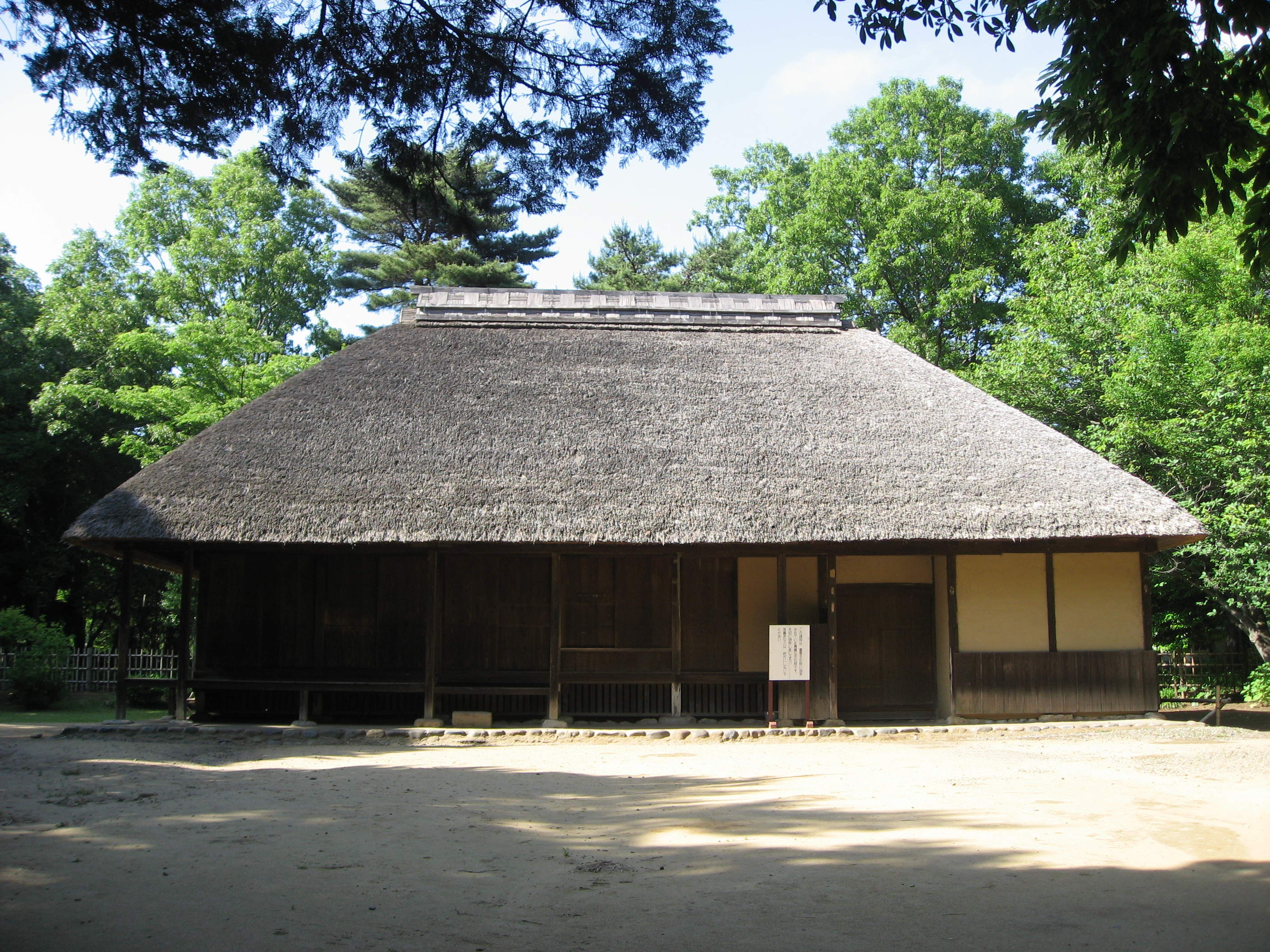
旧御子神家住宅（国の重要文化財）

1976年（昭和51年）7月に開設された房総風土記の丘は、千葉県内で唯一の考古学専門の博物館であった。2004年（平成16年）4月、隣接する房総のむらに統合された。
総面積約32ヘクタールの敷地内には、復元古墳である「竜角寺古墳群第101号古墳」など古墳78基のほか「風土記の丘資料館」がある。また、明治32年（1899年）建造の学校建築である重要文化財「旧学習院初等科正堂」と、安永9年（1780年）に安房郡丸山町（現・南房総市）に建てられた重要文化財「旧御子神家住宅」、寛延4年（1751年）に富津市亀沢に建てられた県指定有形文化財「旧平野家住宅」の2棟の民家建築が移築公開されている（当館の敷地は成田市と印旛郡栄町にまたがっており、以上3棟の建造物は成田市大竹に位置する）。
1991年（平成3年）10月27日に古代と同じ方法で製鉄の公開実験をし、1992年（平成4年）4月1日には埴輪の模型を並べて当時の配列も復元した「竜角寺古墳群第101号古墳」を公開する全国的にも珍しい復元古墳を作るなど復元にも力を入れていた。

## イメージキャラクター
房総のむらのゆるキャラ。
- ぼうじろー

## 沿革
- 1976年（昭和51年）
  - 7月 - 「房総風土記の丘」が開館[24]。
- 1986年（昭和61年）
  - 10月28日 - 「房総のむら」開館式典[30]。
  - 11月1日 - 「房総のむら」が本格開館[3]。
- 1987年（昭和62年）
  - 10月1日 - 「房総のむら」に佐倉藩の中級武士の「武家屋敷」が完成、第2期開館[31]。
- 1988年（昭和63年）
  - 1月29日 - 「房総のむら」に「商家」4棟が完成[32]。
  - 4月19日 - 「房総のむら」に「商家」4棟が完成、第3期開館[33]。
  - 7月13日 - 「房総のむら」に30万人目の入館者が来館[34]。
  - 10月1日 - 「房総のむら」に「商家」6棟が完成、第4期開館[35]。
- 1989年（平成元年）
  - 2月 - 「房総のむら」に明治10年代の「鍾馗幟」を復元[36][37]。
  - 11月 - 「房総のむら」に明治時代の「ポスト」を復元[38]。
- 1991年（平成3年）
  - 10月27日 - 「房総風土記の丘」で古代製鉄法の公開実験[26][27]。
- 1992年（平成4年）
  - 1月28日 - 「房総のむら」に100万人目の入館者が来館[39]。
  - 6月14日 - 「房総のむら」に安房の「農家」が完成、全面開館[40]。
- 1994年（平成6年）
  - 4月8日 - 「房総風土記の丘」に200万人目の入館者が来館[25]。
- 1996年（平成8年）
  - 2月19日 - 「房総のむら」に200万人目の入館者が来館[41]。
- 2005年（平成17年）
  - 3月22日 - 「房総のむら」に400万人目の入館者が来館[42]。
- 2006年（平成18年）
  - 3月13日 - 「房総のむら」に弥生時代の竪穴建物（竪穴住居）を復元[43]
- 2009年（平成21年）
  - 5月9日 - 「房総のむら」に500万人目の入館者が来館[44]。
- 2013年（平成25年）
  - 3月24日 - 「房総のむら」に600万人目の入館者が来館[45]。
- 2017年（平成29年）
  - 2月12日 - 入館者700万人達成[46]。
- 2022年（令和4年）
  - 8月20日 - 入館者800万人達成[46]。

## 利用情報
- 開館時間：午前9時 - 午後4時30分
- 休館日：毎週月曜日（月曜日が休日の場合は翌日火曜日）、年末年始、その他臨時休館日
- 入館料
  - 常設展：一般 300円、高・大学生 150円
  - 企画展：一般 500円、高・大学生 250円、中学生以下、65歳以上、身体障害者手帳・精神障害者保健福祉手帳・療育手帳所持者及び介護者は無料
  - 風土記の丘エリアの野外展示及び文化財建造物等の見学 : 無料

### バリアフリー
- 自動体外式除細動器（AED）設置
- 障害者等用駐車スペースあり（4台）
- 手すり付き便器・多目的トイレあり
- おむつ交換台・授乳室あり
- 常備車いす貸出（3台）・常備ベビーカー貸出あり（2台）
- 外国語対応（派遣）

園内はバリアフリー化されており、設備的には段差や傾斜などがほぼ解消され車椅子での利用が十分に配慮されている。

## ロケ地
歴史的な町並みが再現されていることから、度々ロケ地としても使用されている。

### 主なロケ実績
- NHK大河ドラマ新選組!（2004年 NHK 出演：香取慎吾、藤原竜也）
- NHK連続テレビ小説 純情きらり（2006年 NHK 出演：宮崎あおい、寺島しのぶ）
- 蟬しぐれ（映画）（2005年 配給：東宝 主演：市川染五郎、木村佳乃、緒形拳 ）
- run for money 逃走中（2010年、2011年、2012年、2014年、2015年 フジテレビ）
- battle for money 戦闘中（2013年、2015年 フジテレビ）
- non-no（集英社 2007年2・3合併号など）
- 大!天才てれびくん（2011年 NHK教育テレビジョン）
- 己龍「朱花艶閃」PV撮影（2012年）

### 近年のロケ実績

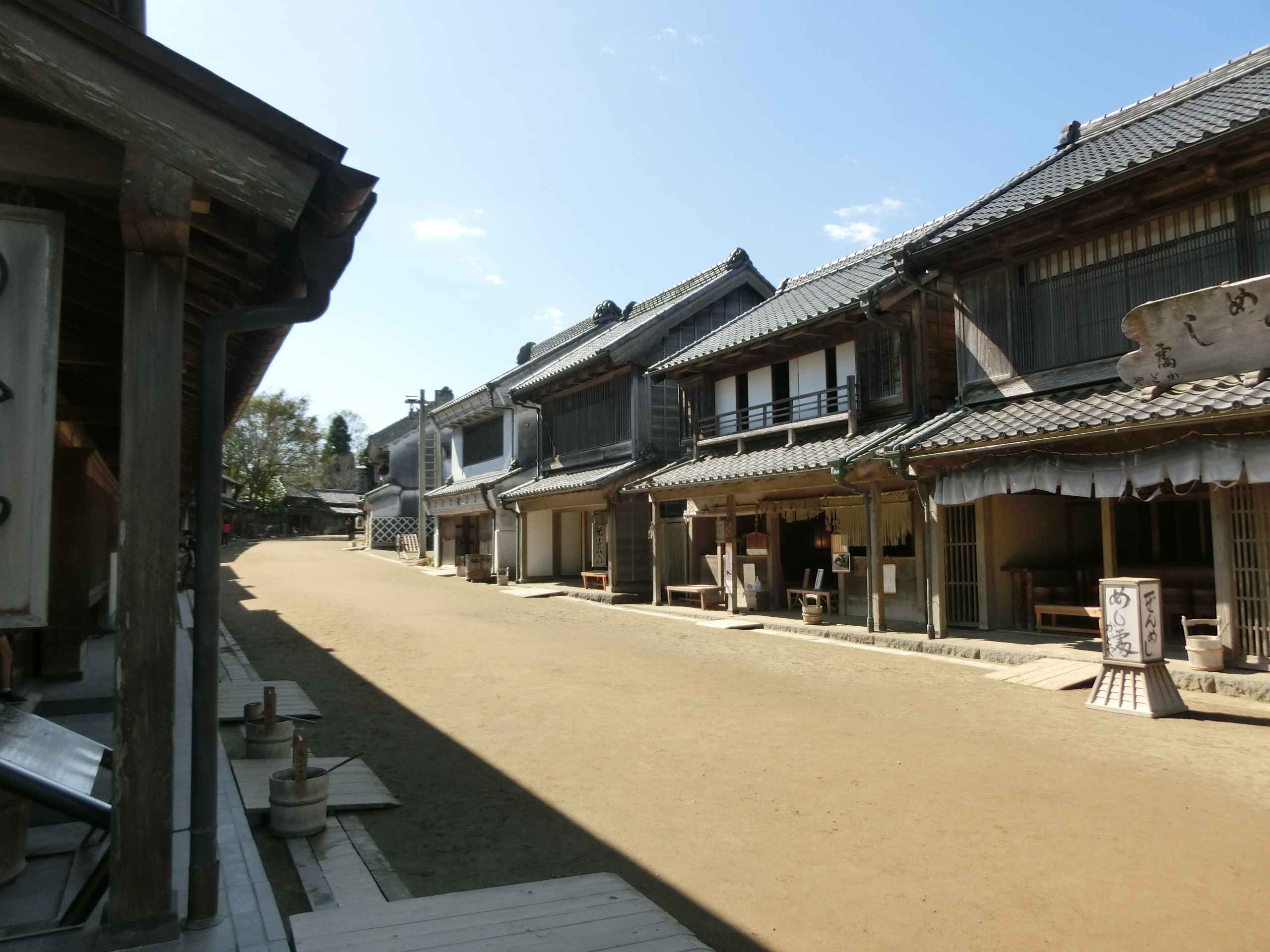
商家の町並み
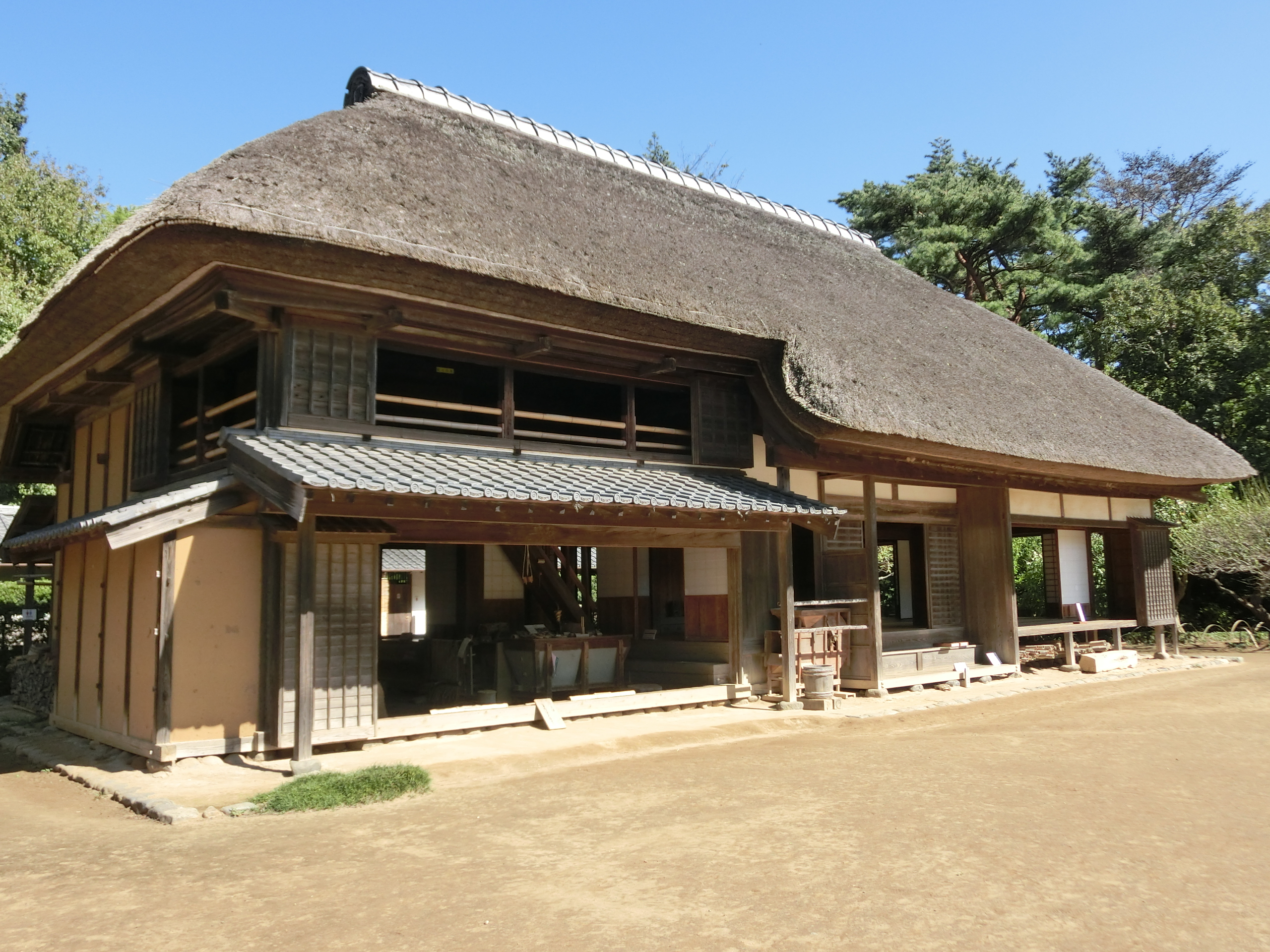
上総の農家
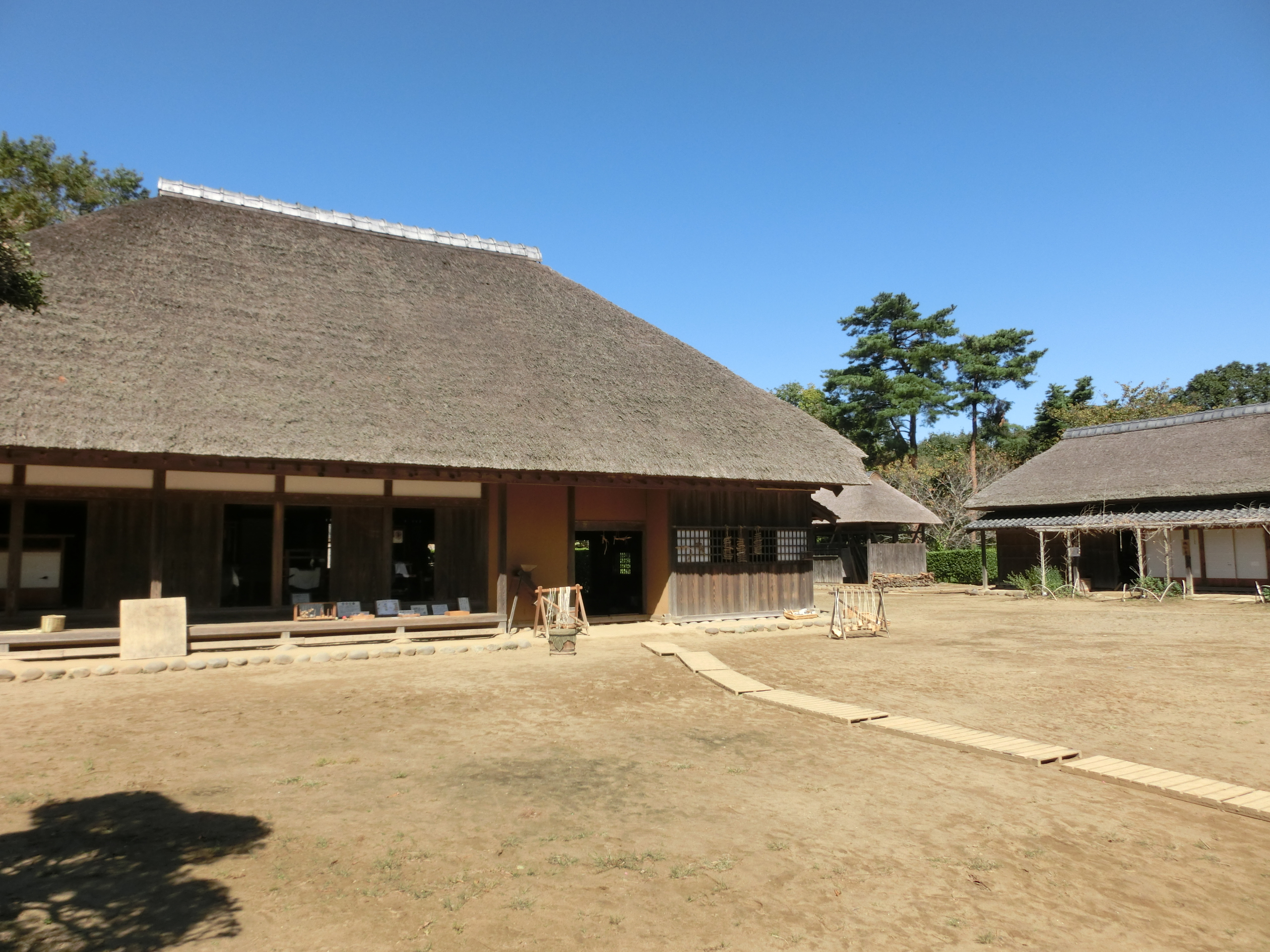
下総の農家
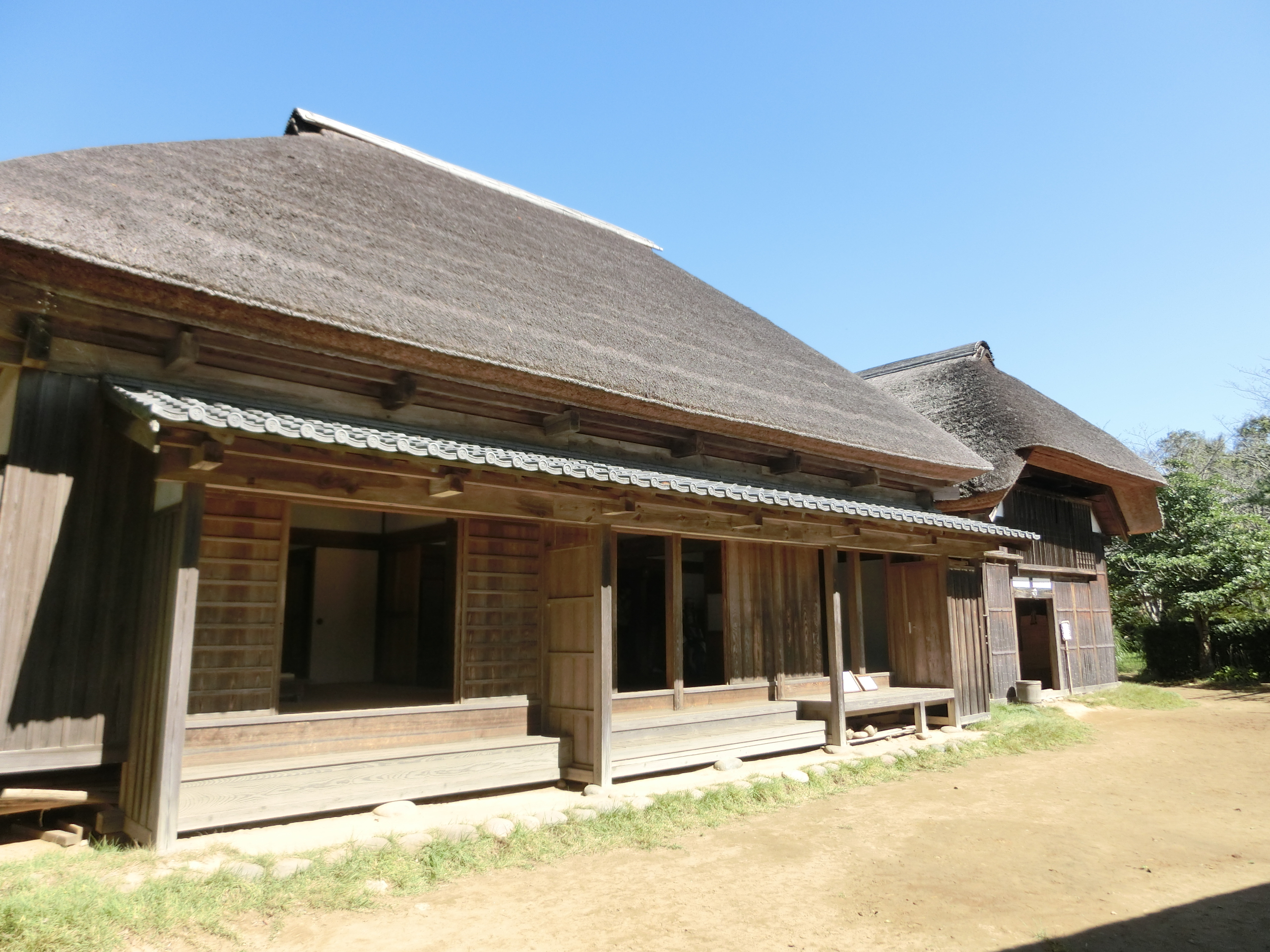
安房の農家
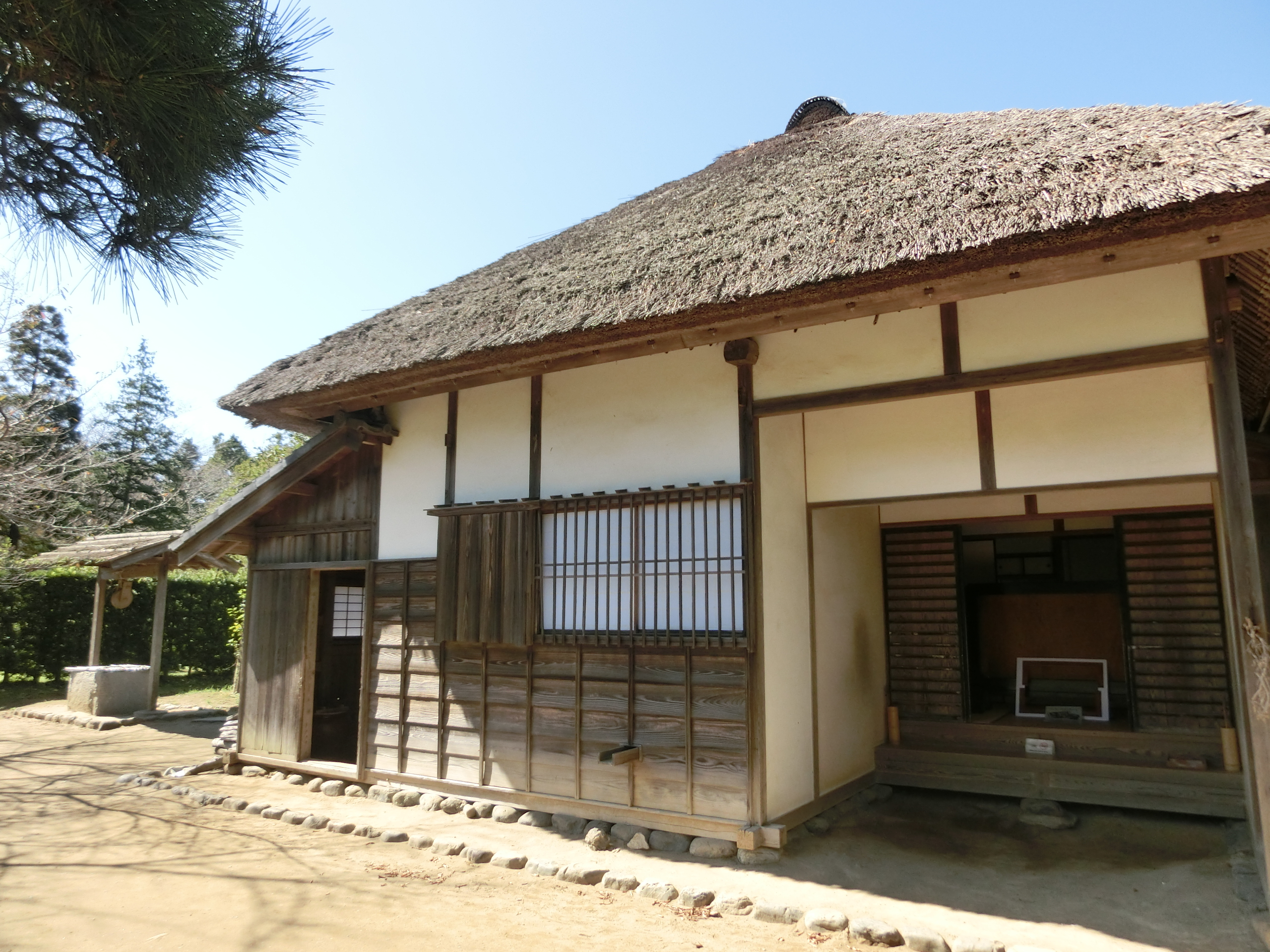
武家屋敷

- 平成26年度ロケ実績詳細

| 撮影       | 番組名                                    | 使用場所                                                                           |
| ---------- | ----------------------------------------- | ---------------------------------------------------------------------------------- |
| 2014年4月  | テレビ朝日「ナニコレ珍百景」              | 町並み、安房の農家                                                                 |
| 2014年4月  | BS-TBS「謎解き!江戸のススメ」             | 町並み、上総の農家、武家屋敷                                                       |
| 2014年4月  | 日本生命126周年企業CM                     | 旧学習院初等科正堂                                                                 |
| 2014年4月  | BS-TBS「謎解き!江戸のススメ」             | 町並み、上総の農家、武家屋敷                                                       |
| 2014年5月  | フジテレビ「逃走中」                      | ふるさとのわざ体験エリア全体                                                       |
| 2014年5月  | 門倉有希 新曲PV                           | 旧学習院初等科正堂                                                                 |
| 2014年5月  | BS-TBS「謎解き!江戸のススメ」             | 上総の農家                                                                         |
| 2014年6月  | BS-TBS「謎解き!江戸のススメ」             | 町並み、上総の農家、武家屋敷、総屋                                                 |
| 2014年6月  | NHK「ファミリーヒストリー・里見浩太郎」篇 | 管理棟、総屋、商家、武家屋敷、上総の農家、旧学習院初等科正堂                       |
| 2014年6月  | NHK「ファミリーヒストリー 里見浩太郎」篇  | 商家、町並み、武家屋敷、上総の農家、炭焼き小屋                                     |
| 2014年6月  | イベントお台場新大陸「逃走中・戦闘中」    | ふるさとのわざ体験エリア全体                                                       |
| 2014年7月  | NHK「ファミリーヒストリー テリー伊藤」篇  | 商家、町並み、武家屋敷、上総の農家                                                 |
| 2014年7月  | BS-TBS「謎解き!江戸のススメ」             | 町並み、商家、上総の農家、総屋                                                     |
| 2014年8月  | BS-TBS「謎解き!江戸のススメ」             | 町並み、武家屋敷、上総の農家、下総の農家、安房の農家                               |
| 2014年8月  | 和風総本家                                | 管理棟、町並み、総屋、商家、武家屋敷、上総の農家、旧学習院初等科正堂、旧平野家住宅 |
| 2014年8月  | パク・ジュニョン ミュージックビデオ       | 旧学習院初等科正堂                                                                 |
| 2014年8月  | NHK「ファミリーヒストリー 武田鉄矢」篇    | 安房の農家、下総の農家、上総の農家                                                 |
| 2014年8月  | NHK「ファミリーヒストリー 尾木直樹」篇    | 町並み、上総の農家、武家屋敷                                                       |
| 2014年9月  | NHK「ファミリーヒストリー 宮迫博之」篇    | 旧学習院初等科正堂、上総の農家、武家屋敷、町並み                                   |
| 2014年9月  | BS-TBS「The 歴史列伝」                    | 商家、下総の農家、安房の農家                                                       |
| 2014年9月  | BS-TBS「謎解き!江戸のススメ」             | 町並み、武家屋敷、上総の農家、歌舞伎舞台                                           |
| 2014年10月 | BS-TBS「謎解き!江戸のススメ」             | 町並み、武家屋敷、上総の農家、商家、茶店                                           |
| 2015年10月 | NHK木曜時代劇「峠の風」                   | 町並み、武家屋敷、下総の農家（水田）、おまつり広場、歌舞伎舞台                     |
| 2014年10月 | BS-TBS「謎解き!江戸のススメ」             | 町並み、上総の農家、武家屋敷                                                       |
| 2014年11月 | BS-TBS「謎解き!江戸のススメ」             | 町並み、総屋、武家屋敷、上総の農家、下総の農家                                     |
| 2014年11月 | フジテレビ「戦闘中」                      | 町並み、総屋、武家屋敷、上総の農家、商家、おまつり広場、歌舞伎舞台                 |
| 2014年12月 | TBS「天皇の料理番」                       | 上総の農家、掘割                                                                   |
| 2014年12月 | NHK「ファミリーヒストリー 羽田美智子」篇  | 町並み、上総の農家、武家屋敷                                                       |
| 2014年12月 | BS-TBS「謎解き!江戸のススメ」             | 町並み、総屋、武家屋敷、上総の農家、商家                                           |
| 2014年12月 | BS-TBS「謎解き!江戸のススメ」             | 町並み、総屋、武家屋敷、上総の農家、商家、管理棟、旧学習院初等科正堂               |
| 2014年12月 | NHK「ファミリーヒストリー 梅宮辰夫」篇    | 上総の農家、武家屋敷、町並み                                                       |
| 2015年1月  | TBS「天皇の料理番」                       | 上総の農家                                                                         |
| 2015年1月  | BS-TBS「謎解き!江戸のススメ」             | 町並み、総屋、武家屋敷、上総・下総・安房の農家、農村歌舞伎舞台                     |
| 2015年2月  | 「ペニシリン」ミュージックビデオ          | 町並み、総屋、上総の農家、農村歌舞伎舞台、旧学習院初等科正堂                       |
| 2015年2月  | TBS「天皇の料理番」                       | 総屋、上総の農家、武家屋敷                                                         |
| 2015年2月  | NHK「ファミリーヒストリー 坂上忍」篇      | 町並み、総屋、武家屋敷、上総の農家、商家、旧学習院初等科正堂                       |
| 2015年2月  | NHK「ファミリーヒストリー 萩本欽一」篇    | 町並み、上総の農家、旧御子神家住宅、旧学習院初等科正堂                             |
| 2015年3月  | 「Web配信用時代劇ショートフィルム」       | 町並み                                                                             |
| 2015年3月  | 「Web配信用時代劇ショートフィルム」       | 町並み                                                                             |
| 2015年3月  | TBS「天皇の料理番」                       | 総屋、上総の農家、武家屋敷                                                         |

- 平成27年度ロケ実績詳細

| 撮影        | 番組名                                         | 使用場所                                                                                 |
| ----------- | ---------------------------------------------- | ---------------------------------------------------------------------------------------- |
| 2015年4月   | NHK「ファミリーヒストリー 濱口優」篇           | 町並み、武家屋敷、上総の農家                                                             |
| 2015年4月   | TBS「天皇の料理番」                            | 上総の農家、武家屋敷                                                                     |
| 2015年4月   | ミュージックビデオ「松本梨香」                 | 商家町並み、旧学習院初等科正堂                                                           |
| 2015年4月   | NHK「ファミリーヒストリー 松本明子」篇         | 町並み、武家屋敷、上総の農家、旧学習院初等科正堂                                         |
| 2015年4月   | TBS「天皇の料理番」                            | 上総の農家                                                                               |
| 2015年5月   | TBS「天皇の料理番」                            | 上総の農家                                                                               |
| 2015年5月   | NHK「ファミリーヒストリー 清水宏保」篇         | 町並み、武家屋敷、上総の農家、旧学習院初等科正堂                                         |
| 2015年5月   | TBS「天皇の料理番」                            | 学習院初等科正堂、武家屋敷                                                               |
| 2015年6月   | 映画「信長協奏曲」                             | 北側水田、園路、安房の農家                                                               |
| 2015年6月   | NHK「ファミリーヒストリー 中山エミリ」篇       | 上総の農家、武家屋敷、町並み、旧学習院初等科正堂                                         |
| 2015年6月   | 大同生命ビジュアルプロモーション               | 上総の農家、武家屋敷、町並み、旧学習院初等科正堂、旧平野家                               |
| 2015年6月   | テレビ朝日「ナニコレ珍百景」                   | 上総の農家、商家                                                                         |
| 2015年6月   | NHK「ファミリーヒストリー つるの剛士」篇       | 上総の農家、武家屋敷、町並み、商家、旧学習院初等科正堂                                   |
| 2015年6月   | NHK「ファミリーヒストリー 丹波哲郎」篇         | 上総の農家、武家屋敷、町並み、商家、旧学習院初等科正堂、管理棟                           |
| 2015年6月   | NHK「ファミリーヒストリー 八木沼淳子」篇       | 上総の農家、武家屋敷、町並み、商家、旧学習院初等科正堂                                   |
| 2015年6,7月 | 映画「ちはやふる」                             | 旧学習院初等科正堂、総屋                                                                 |
| 2015年7月   | NHK「ファミリーヒストリー はるな愛」篇         | 上総の農家、武家屋敷、旧学習院初等科正堂、水車小屋、園路                                 |
| 2015年8月   | NHK大河ドラマ「花燃ゆ」                        | 商家、町並み、上総の農家周辺園路                                                         |
| 2015年8月   | NHK「ファミリーヒストリー 野口五郎」篇         | 商家・町並み、上総、農村歌舞伎舞台、おまつり広場、堀割、旧学習院初等科正堂               |
| 2015年8月   | 東海テレビ「鈴木政吉物語(仮）」                | 商家、町並み、上総の農家、周辺園路                                                       |
| 2015年8月   | NHK「ファミリーヒストリー 東貴博」篇           | 商家・町並み、上総、農村歌舞伎舞台、おまつり広場、堀割、旧学習院初等科正堂               |
| 2015年8月   | 4K追撮カメラテスト                             | 町並み、旧学習院初等科正堂                                                               |
| 2015年9月   | 『COSPLAYMODE11月号』                          | 町並み、太鼓橋、上総の農家、農村歌舞伎舞台                                               |
| 2015年9月   | テレビ大阪「和風総本家」                       | 商家・町並み、武家、上総、下総、安房、農村歌舞伎舞台、おまつり広場、堀割広場、水車小屋、 |
| 2015年10月  | NHK「ファミリーヒストリー 林家正蔵」篇         | 商家・町並み、上総の農家、農村歌舞伎舞台、おまつり広場、堀割、旧学習院初等科正堂         |
| 2015年10月  | フジテレビ「逃走中」                           | 商家・町並み、武家、上総、下総、安房、農村歌舞伎舞台、おまつり広場、旧学習院初等科正堂   |
| 2015年10月  | NHK「ファミリーヒストリー 中川翔子」篇         | 商家・町並み、上総、農村歌舞伎舞台、おまつり広場、堀割、旧学習院初等科正堂               |
| 2015年10月  | 映画「高台家の人々」                           | 商家町並み（太鼓橋含む）、商家（めし屋、そば屋、お茶の店、呉服の店）上総水田脇小屋、堀割 |
| 2015年10月  | テレビ東京「牙狼GARO」                         | 旧学習院初等科正堂、正堂前広場                                                           |
| 2015年10月  | NHK「ファミリーヒストリー 坂口憲二」篇         | 商家・町並み、上総の農家、管理棟                                                         |
| 2015年11月  | フジテレビ「世紀の大事件3」                    | 町並み、上総の農家、下総の農家、安房の農家、北側水田、園路                               |
| 2015年11月  | フジテレビ「世紀の大事件3」                    | 下総の農家、安房の農家、北側水田、園路                                                   |
| 2015年11月  | テレビ朝日「夏目家どろぼう綺談」               | 商家・町並み、上総、武家                                                                 |
| 2015年11月  | NHK「ファミリーヒストリー ピエール瀧」篇       | 商家・町並み、上総の農家、武家屋敷、旧学習院初等科正堂                                   |
| 2015年12月  | NHK「ファミリーヒストリー 久本雅美」篇         | 商家・町並み、総屋、上総の農家、武家屋敷、旧学習院初等科正堂                             |
| 2015年12月  | フジテレビ「坊っちゃん」                       | 商家・町並み、下総の農家、安房の農家、茶店、旧学習院初等科正堂、上総の農家               |
| 2015年12月  | TBS「わたしを離さないで」                      | 旧学習院初等科正堂、園路                                                                 |
| 2016年1月   | TBS「わたしを離さないで」                      | 旧学習院初等科正堂、園路                                                                 |
| 2016年2月   | 化粧品CM                                       | 旧学習院初等科正堂                                                                       |
| 2016年2月   | NHK朝の連続テレビ小説「とと姉ちゃん」          | 商家、町並み、その他園路                                                                 |
| 2016年2月   | NHK「ファミリーヒストリー 有森成実」篇         | 商家、町並み、武家屋敷、上総の農家、旧学習院初等科正堂、園路                             |
| 2016年2月   | NHK「ファミリーヒストリー 視聴者（勝海舟）」篇 | 商家、町並み、武家屋敷、上総の農家、旧学習院初等科正堂、炭焼小屋                         |
| 2016年3月   | NHK「ファミリーヒストリー 小倉智昭」篇         | 商家、町並み、武                                                                         |

- 平成28年度ロケ実績詳細

| 撮影       | 番組名                                                             | 使用場所                                                                                         |
| ---------- | ------------------------------------------------------------------ | ------------------------------------------------------------------------------------------------ |
| 2016年4月  | ミュージックビデオ「雨音はショパンの調べ」                         | 学習院初等科正堂                                                                                 |
| 2016年4月  | NHK土曜ドラマ「夏目漱石の妻」                                      | 総屋、町並み、上総の農家、園路                                                                   |
| 2016年4月  | NHK連続テレビ小説「とと姉ちゃん」                                  | 安房の農家                                                                                       |
| 2016年4月  | フジテレビ「となりの新撰組」                                       | 武家屋敷                                                                                         |
| 2016年5月  | NHK土曜ドラマ「夏目漱石の妻」                                      | 上総の農家                                                                                       |
| 2016年5月  | NHK「ファミリーヒストリー 財津和夫」篇                             | 町並み、武家屋敷、上総の農家、炭焼小屋、旧学習院初等科正堂、園路                                 |
| 2016年5月  | NHK「ファミリーヒストリー 大島美幸」篇                             | 町並み、武家屋敷、上総の農家、旧学習院初等科正堂、園路                                           |
| 2016年6月  | TBSテレビ 「世界ふしぎ発見 明智光秀編」                            | 下総の農家、安房の農家、上総の農家、商家、武家屋敷、園路                                         |
| 2016年6月  | ヒストリーチャンネル「高島屋と美の世界〜世界が認めた美術染色品〜」 | 管理棟、総屋、商家、町並み、武家屋敷、旧学習院初等科正堂                                         |
| 2016年6月  | NHK「ファミリーヒストリー 恵俊彰」篇                               | 管理棟、総屋、商家、町並み、武家屋敷、上総の農家、園路、旧学習院初等科正堂                       |
| 2016年7月  | NHKBSプレミアムドラマ「花嵐の剣士〜幕末を生きた女剣士・中沢琴〜」  | 上総の農家、畑、園路                                                                             |
| 2016年7月  | 映画『地の塩「山室軍平」母の願い』                                 | 下総の農家、安房の農家、上総の農家、管理棟、総屋、商家、武家屋敷、園路、水田、旧学習院初等科正堂 |
| 2016年8月  | テレビ東京「特捜警察ジャンポリス」                                 | 町並み、武家屋敷、上総の農家、                                                                   |
| 2016年9月  | NHK「ファミリーヒストリー 小林幸子」篇                             | 商家、町並み、武家屋敷、上総の農家、炭焼小屋、園路、掘割、旧学習院初等科正堂                     |
| 2016年9月  | NHK「超入門!落語ザ・ムービー [お見立て・饅頭怖い」                 | 総屋、商家、町並み、武家屋敷、上総の農家、畑、下総の農家、安房の農家、掘割、園路                 |
| 2016年9月  | NHK「ファミリーヒストリー 北野武」篇                               | 総屋、商家、町並み、武家屋敷、上総の農家、畑、下総の農家、安房の農家、園路                       |
| 2016年10月 | 映画「絹は巡る」〜生きているTOMIOKA〜（仮）                        | 商家、町並み、武家屋敷、上総の農家、水車小屋、園路、古墳広場、旧学習院初等科正堂                 |
| 2016年10月 | NHK「ファミリーヒストリー 倉本聡」篇                               | 管理棟、商家、町並み、武家屋敷、上総の農家、園路、旧学習院初等科正堂                             |
| 2016年10月 | NHK「超入門!落語ザ・ムービー 初天神」                              | 総屋、商家、町並み、上総の農家、園路、下総の農家、畑、農村歌舞伎舞台、おまつり広場               |
| 2016年11月 | NHK「超入門!落語ザ・ムービー 釜どろ」                              | 総屋、商家、町並み、上総の農家、                                                                 |
| 2016年11月 | NHK「超入門!落語ザ・ムービー 田野久」                              | 総屋、商家、下総の農家、畑、農村歌舞伎舞台、おまつり広場、古墳広場                               |
| 2016年12月 | 『高島屋リュクススタイル』                                         | 旧学習院初等科正堂                                                                               |
| 2017年1月  | ロート製薬株式会社CM                                               | おまつり広場、水車小屋、安房の農家畑、町並み、商家めし屋、武家屋敷、上総の農家、掘割、園路       |
| 2017年2月  | NHK「ファミリーヒストリー 山中伸弥教授」篇                         | 管理棟、総屋、商家・町並み、武家屋敷、上総の農家、園路、旧学習院初等科正堂                       |
| 2017年2月  | BSスカパードラマ「マグマイザー」                                   | 下総の農家、畑、総屋                                                                             |
| 2017年2月  | 映画「龍馬暗殺裁判」（仮）                                         | 総屋、町並み、武家屋敷、上総の農家、下総の農家、墓地、掘割                                       |
| 2017年3月  | NHK「ファミリーヒストリー 渡部建」篇                               | 管理棟、総屋、商家・町並み・武家屋敷・上総の農家・旧学習院初等科正堂・園路・畑                   |
| 2017年3月  | 映画「龍馬暗殺裁判」（仮）                                         | 総屋、町並み、武家屋敷、掘割                                                                     |

- 平成29年度ロケ実績詳細

| 撮影                  | 番組名                                                       | 使用場所 |
| --------------------- | ------------------------------------------------------------ | --- |
| 2017年4月             | 映画「夢幻紳士」                                             | 学習院初等科正堂 |
| 2017年4月             | フジテレビ「邪鬼王」                                         | 農村歌舞伎舞台・おまつり広場・水車小屋・下総の農家・安房の農家・総屋・町並み・商家（めし屋）・武家屋敷・掘割・上総の農家・園路     |
| 2017年5月             | 親子向けミュージックビデオ                                   | 農村歌舞伎舞台・おまつり広場・水車小屋・下総の農家・安房の農家・総屋・町並み・商家（めし屋）・武家屋敷・掘割・上総の農家・園路・林 |
| 2017年6月             | 携帯電話会社CM                                               | 下総の農家・園路 |
| 2017年6月             | NHK「眩〜北斎の娘〜」                                        | 総屋・上総の農家・畑・園路 |
| 2017年7月             | NHK 超入門!落語ザ・ムービー「寿限無」                        | 総屋・稲荷境内・武家屋敷 |
| 2017年8月             | NHK「ファミリーヒストリー 梅沢富美男」篇                     | 総屋・商家町並み・武家屋敷・上総の農家・農村歌舞伎舞台・旧学習院初等科正堂・                                                       |
| 2017年8月             | フジテレビ「痛快TV! スカッとジャパン」                       | 総屋・商家町並み・園路 |
| 2017年8月             | NHK「ファミリーヒストリー 西田敏行」篇                       | 総屋・商家町並み・武家屋敷・安房の農家                                                                                             |
| 2017年9月             | テレビ東京「和風総本家」                                     | 管理棟・総屋・おまつり広場・安房の農家・商家町並み・武家屋敷・上総の農家・旧学習院初等科正堂                                       |
| 2017年9月             | NHKBS1「BS特番・バチカンを訪問した侍たち」                   | 総屋・商家町並み・上総の農家・園路                                                                                                 |
| 2017年10月            | NHK「ファミリーヒストリー AI」篇                             | 総屋・武家屋敷・上総の農家・農村歌舞伎舞台・旧学習院初等科正堂・                                                                   |
| 2017年10月            | テレビ朝日昼帯連続ドラマ「越路吹雪物語」                     | 総屋・管理棟・商家町並み・上総の農家                                                                                               |
| 2017年11月            | NHK「ファミリーヒストリー 桂歌丸」篇                         | 総屋・商家町並み・武家屋敷・上総の農家・旧学習院初等科正堂・                                                                       |
| 2017年11月            | TBS「鳥啼村の惨劇」                                          | 学習院初等科正堂・農村歌舞伎舞台・おまつり広場・めし屋                                                                             |
| 2017年11月 2017年12月 | 日本テレビ「天才を育てた女房〜世界が認めた数学者と妻の愛〜」 | 総屋・めし屋・下総の農家・上総の農家・水車小屋・園路・旧学習院初等科正堂                                                           |
| 2017年12月            | NHK「大奥 関口千恵物語」                                     | 総屋・商家町並み・堀割・武家屋敷・下総の農家                                                                                       |
| 2017年12月            | TBS「賭ケグルイ」                                            | めし屋・旧学習院初等科正堂 |
| 2017年12月            | NHK「ファミリーヒストリー タカ」篇                           | 商家町並み・武家屋敷・上総の農家・園路・旧学習院初等科正堂                                                                         |
| 2017年12月            | 東京書籍「デジタル国語便覧」                                 | 総屋・商家町並み・武家屋敷・上総の農家・園路                                                                                       |
| 2018年1月             | 文化学園「ミセス」4月号                                      | 旧学習院初等科正堂・園路・めし屋                                                                                                   |
| 2018年2月             | NHK「ファミリーヒストリー ロバート/秋山竜次」篇              | 上総の農家・商家町並み |
| 2018年3月             | ディーエヌエー携帯アプリWebCM                                | 商家町並み・園路・水田 |
| 2018年3月             | BS-TBS「にっぽん!歴史鑑定」                                  | 上総の農家・武家屋敷・掘割・炭焼小屋・下総の農家                                                                                   |
| 2018年3月             | テレビ東京「教科書の歴史が変わった真相」                     | 商家町並み・武家屋敷・上総の農家・園路・下総の農家水田・農村歌舞伎舞台・おまつり広場                                               |

- 平成30年度ロケ実績詳細

| 撮影           | 番組名                                   | 使用場所                                                       |
| -------------- | ---------------------------------------- | -------------------------------------------------------------- |
| 2018年4月      | NHKBSドラマ「春子の人形」                | 町並み・総屋                                                   |
| 2018年4月      | NHK「ファミリーヒストリー デヴィ夫人」篇 | 町並み・武家屋敷・上総の農家                                   |
| 2018年5月      | 健康食品会社CM                           | 下総の農家・北側水田・旧学習院初等科正堂                       |
| 2018年6月      | NHK「ファミリーヒストリー さだまさし」篇 | 町並み・武家屋敷・上総の農家・旧学習院初等科正堂               |
| 2018年6月      | NHK大河ドラマ「いだてん」                | 旧学習院初等科正堂                                             |
| 2018年7月      | テレビ朝日「仮面ライダー」               | 総屋・町並み                                                   |
| 2018年7月      | web配信「さくら学院FRESH!マンデー」      | 町並み・武家屋敷・上総の農家・農村歌舞伎舞台・おまつり広場     |
| 2018年7月・8月 | NHKBS「西南戦争」                        | 総屋・上総・下総・安房の農家・旧学習院初等科正堂               |
| 2018年8月      | NHK「ファミリーヒストリー SAM」篇        | 総屋・商家・上総の農家・武家屋敷                               |
| 2018年8月      | NHK大河ドラマ「西郷どん」                | 総屋・町並み・武家屋敷・旧学習院初等科正堂                     |
| 2018年8月      | 携帯電話会社CM                           | 安房の農家・下総の農家                                         |
| 2018年8月      | NHK「ファミリーヒストリー 三木谷浩史」篇 | 町並み・上総の農家                                             |
| 2018年9月      | テレビ東京「なぜあの歴史は消えたのか?」  | 総屋・町並み・武家屋敷・農村歌舞伎舞台・上総の農家・下総の農家 |

- 商家の町並み
- 上総の農家
- 下総の農家
- 安房の農家
- 武家屋敷

## ドラムの里
房総のむらに隣接する施設。2002年にオープン。
- コスプレの館（2018年5月オープン）
- 成田ゆめ牧場ファーマーズマーケット
  - 龍の産直館（旧名：四季彩館 → 龍の市庭）
  - 農家レストラン ゆめテラス（旧名：木もれ日レストラン）
- さかえレンタサイクル
- 栄町観光案内所

## 交通

### 公共交通機関
- JR東日本 下総松崎駅（成田線）から徒歩約30分。
- JR東日本 安食駅（成田線）から千葉交通バス（竜角寺台車庫行き）約8分、「房総のむら」バス停下車、徒歩約8分。
- JR東日本 ＪＲ成田駅西口 (成田線)から千葉交通バス (竜角寺台車庫行き)約22分、「竜角寺台二丁目」バス停下車、徒歩10分。(4月～11月の土曜休日は朝:成田発、夕方:成田行きの直通バスあり。)
- ニュー東豊 栄町循環バス（安食循環左廻り）の「風土記の丘資料館前」「学習院正堂前」「ドラムの里」バス停も利用可能。休日、年末年始運休。
- 無料定期送迎バス「ホテル日航成田」（時間帯によってはイオンモール成田経由）から「房総の村」行も運行[49]。

### 自動車
- 東関東自動車道成田インターチェンジから成田市街へ直進約3キロメートル、土屋交差点を栄方面へ直進約7キロメートル。
- 駐車場：無料（館内に4か所、約300台）